# Svanselet
Svanselet är en sjö i Strömsunds kommun i Jämtland och ingår i Ångermanälvens huvudavrinningsområde. Sjön har en area på 0,375 kvadratkilometer och ligger 404,9 meter över havet. Sjön avvattnas av vattendraget Sjoutälven.

## Delavrinningsområde
Svanselet ingår i det delavrinningsområde (715589-146908) som SMHI kallar för Utloppet av Svanselet. Medelhöjden är 461 meter över havet och ytan är 6,61 kvadratkilometer. Räknas de 134 avrinningsområdena uppströms in blir den ackumulerade arean 634,69 kvadratkilometer. Sjoutälven som avvattnar avrinningsområdet har biflödesordning 3, vilket innebär att vattnet flödar genom totalt 3 vattendrag innan det når havet efter 262 kilometer. Avrinningsområdet består mestadels av skog (81 procent). Avrinningsområdet har 0,39 kvadratkilometer vattenytor vilket ger det en sjöprocent på 6 procent.